# Vajda-palota
A szegedi Vajda-palotát 1910-ben építették, tervezői Márkus Géza és Spiegel Frigyes voltak.

## Jellemzői
Az elegáns folyóparti sétányon elhelyezkedő palotának eredetileg reprezentatív lakófunkciót szántak. Az épület erősen tagolt homlokzata a folyópart felé tekint, szárnyai egy E betűt formáznak, amelynek rövid szárai fordulnak az utca felé, gerince pedig a telek utcától távolabbi határán fut végig. Az Vajda-palota csak rövid ideig működött lakópalotaként. 1926-ban a városi iparosok és kereskedők szervezete, a Szegedi Lloyd vásárolta meg a létesítményt, amelyet a tagok közösségi helységévé alakítottak át. Az épületben polgári kaszinó, könyvtár és klubok működtek.
1944. december 2-án ebben az épületben jött létre a Magyarországot újabb világháborús vereségbe sodró jobboldali rendszerelit leváltását célzó pártok tömörülése, a Magyar Nemzeti Függetlenségi Front. 1945 után a Nemzeti Parasztpárt, az 1950-es években a Magyar Dolgozók Pártjának városi székháza, majd egy iskola is az épületben működött. 1956-ban költözött az épületbe Délmagyarország című regionális napilap szerkesztősége, amely egészen 2000-es évek közepéig innen adta ki a megye legfontosabb sajtótermékét. A napilap mellett több más sajtóterméket is innen szerkesztettek, pl. a Tiszatájt és a Csongrád Megyei Hírlapot, később pedig a Délvilágot is. Ebből az időből származik a közkeletű Sajtóház megnevezés. Az épületet történelmi jelentősége miatt 1970-ben nyilvánították műemlékké. A megyei lapok piacát a rendszerváltozás után megszerző LapCom a 2000-es években meg szerette volna szerezni az épület tulajdonjogát, ám az állam nem vált meg a belvárosi palotától. A kiadóvállalat a sikertelen ügylet után 2005-ben elköltöztette innen szerkesztőségeit, az épület hosszú ideig üres volt. A palotát 2007-től az állam felújíttatta, majd 2009-ben az ügyészség költözött falai közé. Ekkor helyezték el a homlokzaton a latin nyelvű feliratot (In Servitute Legum = a jog szolgálatában) és Jusztícia alakját.